# Donnie Butcher
Donnis "Donnie" Butcher (Williamsport, Kentucky; 8 de febrero de 1936 - Hartland, Míchigan; 8 de octubre de 2012) fue un jugador y entrenador de baloncesto estadounidense que disputó cinco temporadas en la NBA, además de ejercer durante tres temporadas como entrenador de los Detroit Pistons. Con 1,88 metros de estatura, jugaba en la posición de base.

## Trayectoria deportiva

### Universidad
Jugó durante su etapa universitaria en el Pikeville College, siendo el único jugador salido de sus aulas en llegar a jugar como profesional en la NBA.

### Profesional
Fue elegido en la sexagésima posición del Draft de la NBA de 1961 por New York Knicks, donde jugó dos temporadas, siendo la más destacada la segunda de ellas, en la que promedió 7,0 puntos y 2,6 rebotes por partido.
Poco después de comenzada la temporada 1963-64 se vio envuelto en un acuerdo a tres bandas, por el cual lo traspasaban a Detroit Pistons junto con Bob Duffy, los Cincinnati Royals enviaban a Bob Boozer a los Knicks, y los pistons a Larry Staverman a los Royals y a Johnny Egan a los Knicks. Allí jugó tres temporadas, siendo la mejor de todas la de su llegada, en la que hizo los mejores números de su carrera, promediando 8,6 puntos y 5,0 rebotes por partido.

### Entrenador
Casi con la temporada 1966-67 acabada, es contratado como entrenador de los Pistons, sustituyendo en el cargo a Dave DeBusschere. Al año siguiente disputaría su única temporada completa, en la que lograría 40 victorias y 42 derrotas, clasificando a su equipo para los playoffs, en los que caerían derrotados en primera ronda por los Boston Celtics.
Al año siguiente, tras 22 partidos en los que logra 10 victorias, es reemplazado por Paul Seymour.

## Estadísticas de su carrera en la NBA

### Temporada regular
| Temporada | Edad | Equipo          | Liga | P   | TIT | MIN  | TC  | TCA | %TC  | 3P | 3PA | %3P | TL  | TLA | %TL  | R.OF. | R.DEF. | REB | ASIS | ROB | TAP | PER | FP  | PTS |
| 1961-62   | 25   | New York Knicks | NBA  | 47  |     | 10.2 | 1.0 | 3.3 | .310 |    |     |     | 0.9 | 1.5 | .609 |       |        | 1.7 | 1.1  |     |     |     | 1.3 | 2.9 |
| 1962-63   | 26   | New York Knicks | NBA  | 68  |     | 17.5 | 2.5 | 6.2 | .406 |    |     |     | 1.9 | 2.9 | .675 |       |        | 2.6 | 2.0  |     |     |     | 2.4 | 7.0 |
| 1963-64   | 27   | TOTAL           | NBA  | 78  |     | 25.3 | 2.6 | 6.5 | .398 |    |     |     | 2.0 | 3.3 | .621 |       |        | 4.2 | 3.1  |     |     |     | 3.2 | 7.2 |
| 1963-64   | 27   | New York Knicks | NBA  | 26  |     | 16.1 | 1.4 | 4.4 | .322 |    |     |     | 1.6 | 2.5 | .636 |       |        | 2.6 | 2.5  |     |     |     | 2.0 | 4.5 |
| 1963-64   | 27   | Detroit Pistons | NBA  | 52  |     | 29.9 | 3.2 | 7.5 | .421 |    |     |     | 2.3 | 3.7 | .616 |       |        | 5.0 | 3.4  |     |     |     | 3.8 | 8.6 |
| 1964-65   | 28   | Detroit Pistons | NBA  | 71  |     | 16.3 | 2.0 | 5.0 | .405 |    |     |     | 1.8 | 2.9 | .618 |       |        | 2.8 | 1.7  |     |     |     | 2.6 | 5.8 |
| 1965-66   | 29   | Detroit Pistons | NBA  | 15  |     | 19.0 | 3.0 | 6.4 | .469 |    |     |     | 1.2 | 2.3 | .529 |       |        | 2.2 | 2.0  |     |     |     | 2.7 | 7.2 |
| Total     |      |                 | NBA  | 279 |     | 18.2 | 2.2 | 5.5 | .397 |    |     |     | 1.7 | 2.7 | .629 |       |        | 2.9 | 2.1  |     |     |     | 2.5 | 6.1 |